# Kesarhatti, Lingsugur
Kesarhatti là một làng thuộc tehsil Lingsugur, huyện Raichur, bang Karnataka, Ấn Độ.